# 공주 갑사 삼신불괘불탱
공주 갑사 삼신불괘불탱(公州 甲寺 三身佛掛佛幀)은 충청남도 공주시 계룡면, 갑사에 있는 조선시대의 불화이다. 1997년 9월 22일 대한민국의 국보 제298호로 지정되었다.
삼신불 괘불탱화는 길이 12.47m, 폭 9.48m에 이르는 초대형 괘불화로 조선시대 효종 원년(1650년)에 완성된 17세기를 대표할 만한 수작(秀作)이다. 이 탱화는 비로자나불을 중심으로 석가모니불과 노사나불 등 삼신불이 진리를 설법하고 있는 장면을 그린 괘불로서 비로자나삼신불화(毘盧舍那三身佛畵)라고도 한다. 괘불이란 절에서 큰 법회나 의식을 행하기 위해 법당 앞뜰에 걸어놓고 예배를 드리던 대형 불교그림을 말한다.
전체적으로 상·중·하 3단 구도로 상단은 천상세계를 상징하고 중단은 삼신불, 하단은 외호중(外護衆)과 청문보살로 구성되어 있다. 중앙 가운데는 법신불(法身佛)인 비로자나불로서 등뒤에 화려한 키모양 광배가 있으며 결가부좌를 하고 가슴앞에서 손을 모아 왼손으로 오른손을 감싼 지권인의 손모양을 하고 있다. 오른쪽에 보이는 보신불(報身佛) 노사나불은 머리에 화려한 보관을 쓰고 두 손을 어깨까지 들어올려 설법하는 자세를 취하고 있으며 왼쪽에 보이는 석가불은 악귀를 물리친다는 뜻의 손모양인 항마촉지인을 하고 있다. 윗부분에는 관음보살과 대세지보살 8대보살과 제석 범천이 에워싸고 14대나한 금강역사, 벽지불 등이 있다. 하단에는 중앙에 앉아 법을 청하는 청문보살 사리불이 자리하고 좌우에 문수,보현보살과 사천왕이 호위하고 있다.

## 같이 보기
- 갑사

## 참고 자료
- 공주 갑사 삼신불괘불탱 - 국가유산청 국가유산포털